# Танасфера
«Танасфера» (англ. Thanasphere) — рассказ Курта Воннегута, часть сборника «Табакерка из Багомбо».

## Сюжет
ВВС США в условиях строгой секретности (во избежание Третьей мировой войны) запускают первую ракету на околоземную орбиту, в которой находится военный-вдовец. Задача астронавта — сообщать о погоде. Однако, он начинает слушать голоса умерших людей, рассказывающих об условиях их смерти, чем дальше — тем громче, и в итоге даже видит умерших, включая свою жену. Эксперимент оказывается прерван. Учёные делают выводы об открытии новой оболочки Земли — танасфере, «мёртвой зоне», но решают сохранить это открытие в тайне, не считая лёгких оговорок.

## Герои рассказа
- Бернард Грошингер, молодой учёный-ракетчик
- Корреспондент
- Секретарша
- Майор Аллен Райс, первый астронавт
- Генерал-лейтенант Франклин Дейн, глава проекта
- Радист
- Радисты-любители